# Алістер Кроулі
А́лістер Кро́влі (англ. Aleister Crowley; 12 жовтня 1875 — 1 грудня 1947) — англійський окультист, поет, містик і церемоніальний маг, головний розробник релігійної філософії Телеми. Досягнув успіху в багатьох інших галузях, серед яких були альпінізм, шахи та поезія, а деякі свідчення вказують на те, що він міг займатися шпигунством для британського уряду. У своїй ролі розробника телемського віросповідання він бачив себе як пророка, якому було доручено повідомити людству про те, що воно входить у новий Вік Го́ра на початку ХХ століття.
Народившись у почесній та заможній родині, ще замолоду Алістер Кроулі став впливовим членом Герметичного ордену Золотої Зорі після того, як потоваришував з Семуелем Лідделем Мазерсом, керівником ордену. За твердженням Кроулі, у Каїрі в 1904 році йому було продиктовано Книгу Закону від божественного джерела його Святим Ангелом-охоронцем, що представив себе як Айвасс. Книга Закону, або Liber AL vel Legis, стала центральним Святим Письмом Телеми. Кроулі написав — або «отримав» — ще не одне «богонатхненне» писання, проте найголовнішим із них залишається Книга Закону.
У 1907 році він заснував своє власне окультне товариство, А∴А∴ (Argentium Astrum або ж Срібна Зірка), у 1912 став головою О. Т. О. (Ordo Templi Orientis або ж Орден Східних Тамплієрів), а в 1920 заснував у Чефалу релігійну громаду, відому як Абатство Телеми, котру він очолював до квітня місяця 1923 року, коли його було виселено з Італії фашистським урядом Беніто Муссоліні. Він продовжував адвокатувати Телему впродовж усього свого життя.
Кроулі був соціокритиком, користувачем психотропів і бісексуалом, у багатьох цих ролях бувши «в повстанні проти моральних і релігійних цінностей свого часу». Кроулі визнавав і слідував Закону Телеми «Твори́, є́же зво́лиш». Він отримав розповсюджену горезвісність іще за свого життя, у популярній пресі свого часу був названий «найбільш злісною людиною у світі».
Алістер Кроулі до сьогодні залишається впливовою постаттю, і його нерідко називають найвідомішим окультистом усіх часів. У 2002 опитування Бі-Бі-Сі описало його як 73-го найважливішого британця усіх часів. Посилання на нього можна виявити в роботах безлічі письменників, музикантів і кінорежисерів. Багато пізніших езотеричних груп і осіб визнавали потужний вплив Кроулі на їх творчість і світосприйняття; зокрема, Джиммі Пейдж, Кеннет Ґрант, Кеннет Енґер, Тімоті Лірі, Джек Парсонз, Оззі Осборн, Брюс Дікінсон, Альфред Кінсі, Антон Ла-Вей, Джеральд Ґарднер і, певної мірою, Остін Спейр.

## Ранні роки життя
Едвард Олександр Кроулі народився 12 жовтня 1875 року в місті Лімінгтон Спа, графство Ворикшир Англія. Батько — Едвард Кроулі, мати — Емілі Берт.
Батьки були членами секти Плімутські брати. Щоденне вивчення Біблії супроводжувало все дитинство Алістера. Проте, після смерті батька, всі спроби матері укріпити Кроулі в християнській вірі лише провокували його скептицизм. Постійно бунтуюча поведінка доводила його матір до такого ступеня, що вона в серцях називала Алістера «Звіром 666» (з «откровення Іоана Богослова») — епітет, яким Кроулі згодом любив називати себе.
У 1895 році, після закінчення школи, поступає в Кембріджський університет. Спершу виявляє цікавість до вивчення «моральних наук» (філософії, психології і економіки), але потім, під впливом вчителя, перемикається на вивчення англійської літератури. Роки навчання в університеті були безтурботним часом для Кроулі, завдяки суттєвому спадку залишеному батьком. У цей період він починає безладне сексуальне життя, проводячи час з повіями і випадковими знайомими з місцевих барів; також, час від часу, пробує себе в гомосексуальних стосунках.
У грудні 1896 року Кроулі вирішує посвятити себе окультизму і містицизму. Наступного року він починає вивчення книг з алхімії, містики і магії. Коротка хвороба в 1897 році приводить його до думок про смерть і «безплідність людського існування», або, принаймні, дипломатичної кар'єри, яку він раніше вибрав для себе.
У 1898 році видає свою першу книгу поезії, вирушає з Кембріджського університету, знайомиться з Джуліаном Бейкером (братом D.a.), який представляє Кроулі Семуелю Матерсу.

## «Золота Зоря»
У 1898 році Кроулі вступає в герметичний орден «Золота Зоря». Там він вивчає містицизм, і наживає двох впливових ворогів: Вільяма Єйтса і Артура Уейта. Як і багато окультистів того часу, Кроулі озвучував думку про те, що Уейт — не більше ніж претензійний зануда, критикуючи його твори і редагування інших авторів.
Його друг і колишній член «Золотої Зорі» Алан Беннет знайомить Кроулі з ідеями буддизму, тоді як Самуель Матерс, глава «Золотої Зорі», що діє, навчає його західній магічній традиції. Згодом, вони з Матерсом теж стануть ворогами. Через деякий час після відходу Кроулі з «Золотої Зорі», Матерс зажадає від Кроулі не публікувати певний магічний ритуал, і оголосить йому магічну війну після ігнорування цієї вимоги.
У фантастичному романі «Місячне Дитя» Кроулі змалює Матерса лиходієм і чорним магом, під ім'ям SRMD (абревіатура магічного девізу Матерса). Артур Уейт буде безсторонньо описаний в цьому ж романі під ім'ям «Артуейт», тоді як Беннет з'явиться як наставник головного героя, мудреця Саймона Іффа.

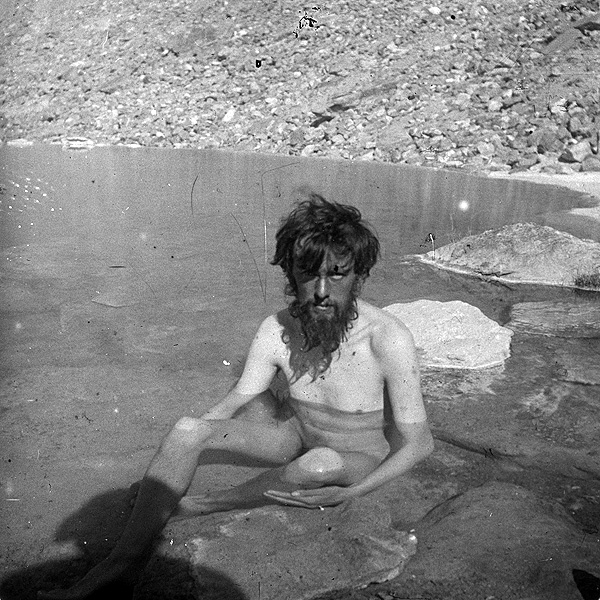
Кроулі під час експедиції K2, 1902 рік

Ще до офіційного розриву з Матерсом в 1904 році, Кроулі розчаровується в його здібностях під час розколу «Золотої Зорі» в 1900 році, якщо не раніше. У тому ж році, робить поїздку до Мексики, і продовжує там свої магічні експерименти наодинці.
У жовтні 1901 року приступає до практик раджа-йоги, а в 1902 році пише есе «Берашит», в якому представляє медитацію як «засіб для досягнення мети». Есе описує церемоніальну магію як спосіб тренування волі, і постійного спрямовування думок на бажаний об'єкт шляхом ритуалу. У 1903 році, в своєму есе «Наука і Матерія», показує емпіричний підхід до вчення буддизму.

## Книга Закону
Магічний експеримент, проведений Кроулі в Каїрі, Єгипет, приводить його до висновку релігійної філософії, відомої як Телема. Все почалося з того, що його дружина, Роза, почала поводитися дивним чином, що навело Кроулі на думку про те, що якась магічна суть хоче вступити з нею в контакт. Після спілкування з дружиною він виконує магічний ритуал відозви до єгипетського бога Гора, і досягає, за його словами «серйозного успіху». Зі слів Кроулі, бог оголосив йому про початок нового магічного еону, і про місію Кроулі, як пророка цього еону. Роза продовжуючи давати інформацію, повідомила про час, в який слід чекати нових одкровень. 8 квітня, і два наступні дні, точно опівночі Кроулі чув голос, що диктує слова тексту, liber AL vel Legis, або Книги Закону. Голос назвав себе Айвасом, «слугою Гор-па-крата», або Гору, бога сили і вогню, сина Ісіди і Осиріса.
Деякі частини книги були цифровим шифром, розшифрувати який Кроулі був не в змозі. Догма Телеми пояснює це застереженням в самій Книзі Закону — той, що говорить застерігав, що писар — Анкх-аф-на-хонсу (тобто сам Кроулі) — ніколи не зможе зрозуміти значення цього шифру.
У пізніших змінах Кроулі додає в книгу застереження, що забороняє кому б то не було обговорювати або критикувати написане. Це робиться в спробі уникнути можливої догматизації.
У 1904 році в його подружжі з Розою народжується дочка, якій Кроулі дає ім'я «Нуїт Ма Ахатор Геката Сафо Джезабел Ліліт Кроулі». Дитя вмирає у віці двох з половиною років, коли Кроулі залишає її з Розою після поїздки до Китаю. Через деякий час народжується друга дочка, Лола Заза.
У 1906 вперше досягає успіху в тому, що сам називає «операцією Абрамеліна». Під цим малися на увазі магічні операції, описані в «Книзі священної магії мудреця Абрамеліна». Події 1906 року ставлять «книгу Абрамеліна» на центральне місце в магічній системі Кроулі. Сам він описує головну мету «Великої Роботи» мага, використовуючи наступну цитату з книги Абрамеліна: «Знання і Співбесіда з священним Ангелом-хранителем». Есе в першому номері «Рівнодення» вказує наступні причини такого вибору назви:
- Оскільки система Абрамеліна проста і ефективна.
- Оскільки всі метафізичні системи досить абсурдні, має сенс вибрати найбільш абсурдну з них.
- Оскільки навіть дитя зможе зрозуміти суть цього терміну.

## «Срібна Зірка» і «Орден Східних Тамплієрів»

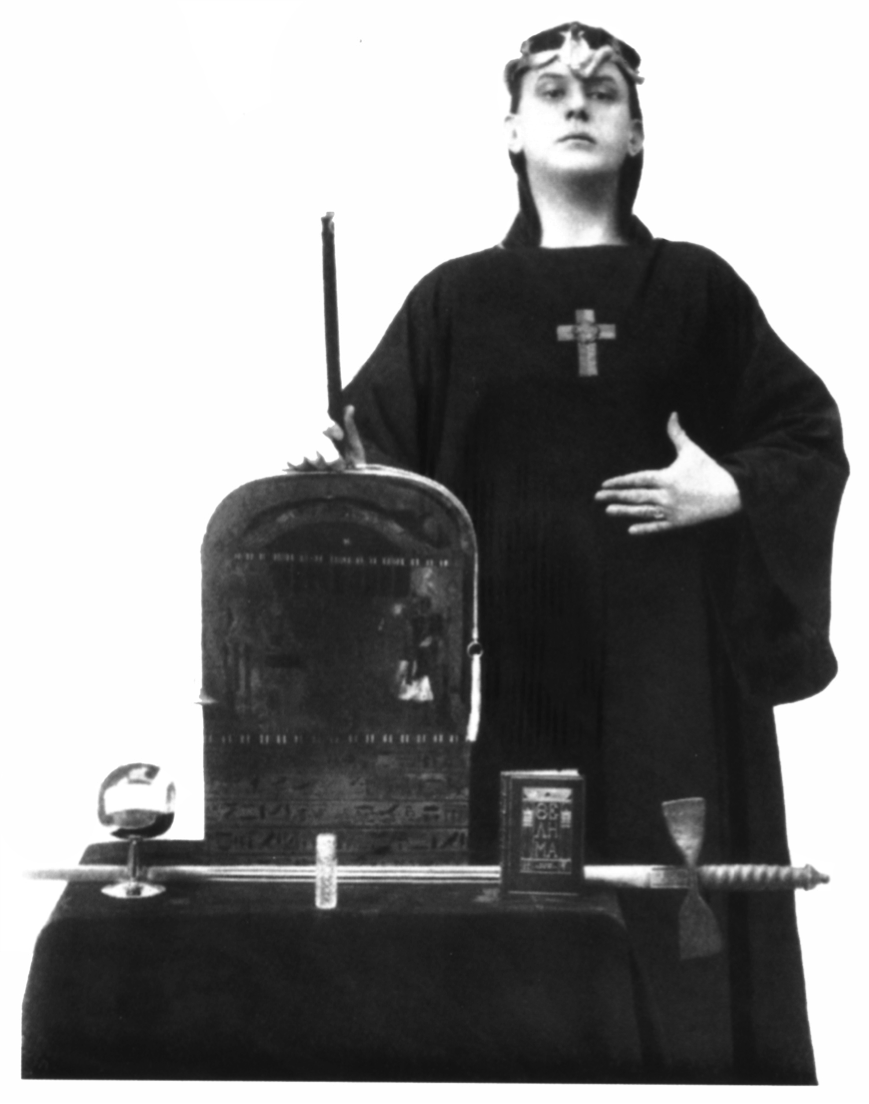
Кроулі в церемоніальному вбранні, 1912 рік

У 1907 в житті Кроулі відбуваються дві серйозні події: він засновує власний орден «Срібна зірка», і складає «Звід священних книг Телеми». Відповідно до розповіді Кроулі, в 1912 році Теодор Ройсс прислав йому письмове звинувачення в публікації таємниць «Ордена Східних Тамплієрів». Кроулі відкинув ці звинувачення, посилаючись на те, що він не досяг того ступеня освячення, на якому ці секрети розкриваються (33 градус). Подальше спілкування привело до відкриття британського відділення «Ордену Східних Тамплієрів» (О. Т. О.), під назвою mysteria Mystica Maxima.

## Святе Абатство Телеми на Сицилії
У 1920 він виїхав в Чефалу на о. Сицилія і заснував Святе Абатство Телеми (греч. «воля»). У лютому в Чефалу вмирає учень Кроулі Рауль Лавдей, через отруєння кошачою кров'ю, чашу з якою у свою чергу підніс йому сам Кроулі. Його дружина Бетті Мей піднімає в британській пресі («Санді ікспрес» і ін.) кампанію проти Кроулі. У квітні італійська поліція наказує Кроулі і його послідовникам покинути Сицилію. Кроулі виїжджає до Тунісу і закінчує «Сповідь».
У 1926-28 роках він здійснює подорожі у Францію, Німеччину і Північну Африку.
У 1929 році Кроулі висланий з Франції. Він публікує свою книгу «Магія в теорії й практиці». У Німеччині Кроулі одружується на нікарагуанці Марії Феррарі де Мірамар.

## Життя після абатства
У 1937 році Кроулі видає книгу «Рівнодення Богів», а наступного року — «8 лекцій з Йоги».
У 1944 році виходить одна з найзнаменитіших робіт Кроулі — Книга Тота, але сама колода Таро Тота, була видана лише в 1969 році разом з перевиданням книги.
У 1945 він переїжджає з Лондона в приватний пансіон «Незервуд» Гастінгс, де закінчує свою книгу «Магія без сліз».
1 грудня 1947 року Кроулі вмирає в пансіоні «Незервуд» в Гастінгсі Англія. 5 грудня його кремували у Брайтоні. На похороні, згідно заповіту, були прочитані вибрані місця з його «Книги Закону» і вигаданий ним незадовго до смерті «Гімн Панові».

## Особисте життя
Кроулі пережив свій перший значний містичний досвід під час відпустки в Стокгольмі в грудні 1896 року. Кілька біографів, включаючи Лоуренса Сутіна, Річарда Качинського та Тобіаса Чертона, вважали, що це було результатом першого одностатевого сексуального досвіду Кроулі, який дозволив йому усвідомити свою бісексуальність.  У Кембриджі Кроулі підтримував активне статеве життя з жінками — переважно з повіями, від однієї з яких він заразився сифілісом — але зрештою він брав участь в одностатевих активностях, незважаючи на їхню незаконність. У жовтні 1897 року Кроулі зустрів Герберта Чарльза Поллітта, президента драматичного клубу «Footlights» Кембриджського університету, і вони вступили в стосунки. Вони розлучилися, оскільки Поллітт не поділяв зростаючого інтересу Кроулі до західного езотеризму. Про цей розрив Кроулі шкодував багато років.